# Climacteridae
Los climactéridos (Climacteridae) son una familia de aves paseriformes que incluye únicamente dos géneros y siete especies de pájaros pequeños, que pertenecen a la superfamilia Menuroidea.

## Características
Las siete especies de corretroncos son pájaros pardos de tamaño pequeño endémicos de Australia y Nueva Guinea
Como su nombre indica, trepan por la corteza de los árboles, sobre todo eucaliptos, en busca de pequeños animales, algunas especies cazan también en el suelo, en la hojarasca y en troncos caídos.

## Especies y Géneros
- Género Cormobates
  - Cormobates placens
  - Cormobates leucophaeus

- Género Climacteris
  - Climacteris affinis
  - Climacteris erythrops
  - Climacteris picumnus
  - Climacteris melanura
  - Climacteris rufa